# Steep (gra komputerowa)
Steep – komputerowa gra sportowa wyprodukowana i wydana przez Ubisoft 2 grudnia 2016. Gracz bierze udział w zawodach z różnych dyscyplin sportów zimowych: narciarstwie alpejskim, wingsuitingu, snowboardingu, szybowaniu paralotnią.

## Odbiór gry
Gra spotkała się z mieszanymi reakcjami recenzentów, uzyskując w wersji na konsolę PlayStation 4 według agregatora Metacritic średnią z ocen wynoszącą 71/100 punktów oraz 69,82% według serwisu GameRankings. Redaktor serwisu Gry-Online, Przemysław Zamęcki, przyznał grze ocenę 4/10. Krytycznie odniósł się do wielu elementów gry: warstwy technicznej, oprawy graficznej czy systemu kolizji.